# Víctor Sánchez Espinosa

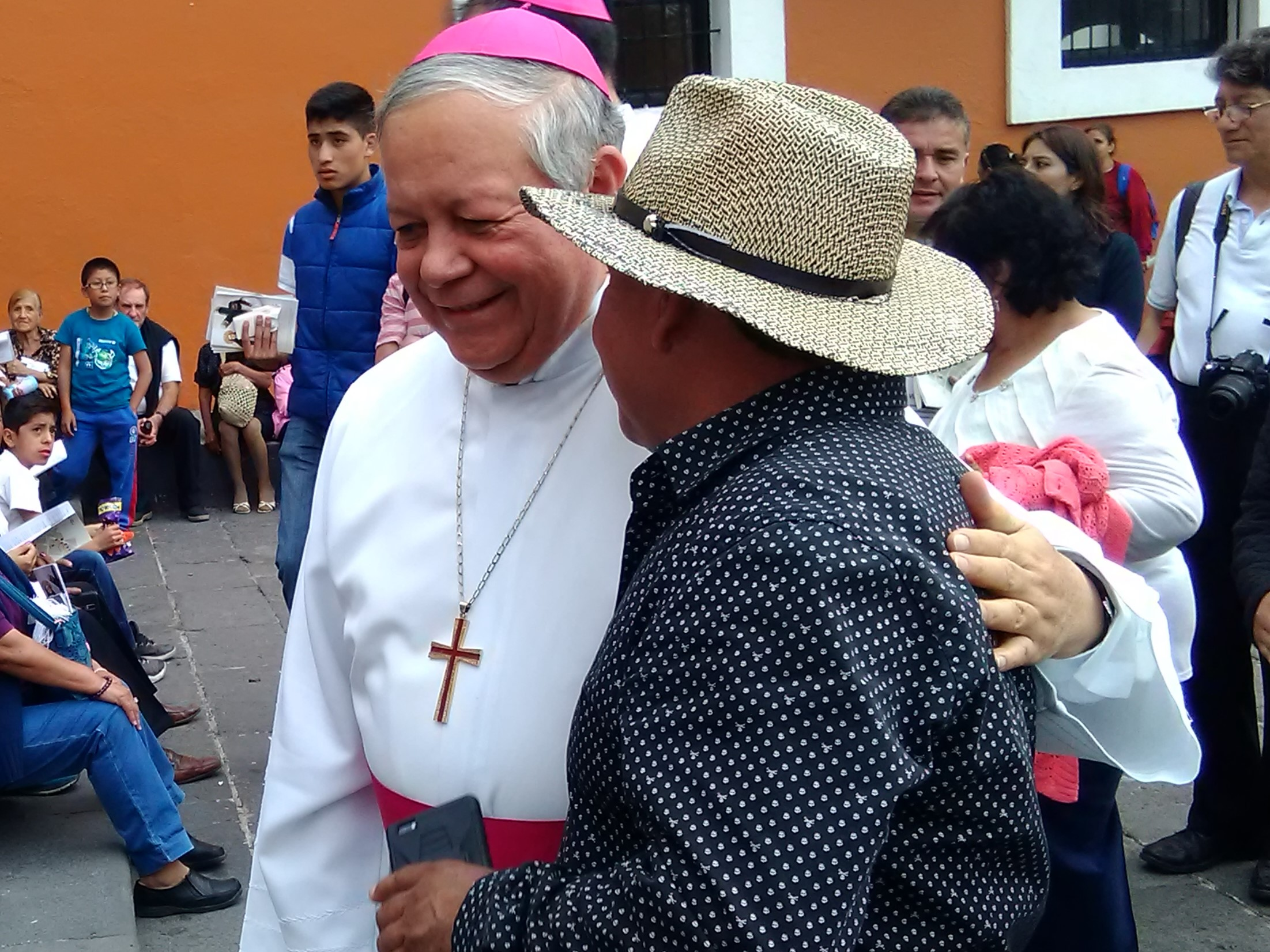
Erzbischof Víctor Sánchez Espinosa im April 2017

Wappen als Erzbischof von Puebla de los Angeles

José Víctor Manuel Valentín Sánchez Espinosa (* 21. Mai 1950 in Tlancualpicán) ist ein mexikanischer Geistlicher und römisch-katholischer Erzbischof von Puebla de los Ángeles.

## Leben
Der Erzbischof von Puebla de los Ángeles, Ernesto Corripio y Ahumada, spendete ihm am 6. Juni 1976 die Priesterweihe.
Papst Johannes Paul II. ernannte ihn am 2. März 2004 zum Weihbischof in Mexiko und Titularbischof von Ambia. Der Erzbischof von Mexiko, Norberto Kardinal Rivera Carrera, spendete ihm am 26. März desselben Jahres die Bischofsweihe; Mitkonsekratoren waren Erzbischof Giuseppe Bertello, Apostolischer Nuntius in Mexiko, und Rosendo Huesca Pacheco, Erzbischof von Puebla de los Angeles, Puebla.
Am 5. Februar 2009 wurde er zum Erzbischof von Puebla de los Angeles ernannt und am 2. April desselben Jahres in das Amt eingeführt.